# Джессі Гловер
Джессі Гловер (англ. Jesse Glover, 15 жовтня 1935 – 27 червня 2012) – один із перших учнів та друзів Брюса Лі, який спільно з ним вивчав та розвивав стиль Джит Кун До. Джессі Гловер був одним із піонерів у поширенні цього стилю бойових мистецтв у США. Він був одним з найближчих співробітників Брюса Лі та вніс значний внесок у розвиток та поширення Джит Кун До.
Джессі Гловер вивчав бойові мистецтва разом з Брюсом Лі в Сіетлі, штат Вашингтон, та допомагав йому в розвитку та вдосконаленні стилю. Він також брав участь у практичних експериментах та тренуваннях разом з Брюсом Лі, допомагаючи вдосконалювати техніку та філософію Джит Кун До.
Джессі Гловер був визнаним експертом у бойових мистецтвах та тренером, який продовжував працювати над розвитком Джит Кун До після смерті Брюса Лі. Він вплинув на багатьох інших учнів та майстрів бойових мистецтв своїм досвідом та знаннями, розповсюджуючи філософію та методику Джит Кун До по всьому світу.